# Jean Laborde (homme politique)
Pour les articles homonymes, voir Jean Laborde et Laborde.
Jean Laborde, né le 8 mars 1922 à Bouzon-Gellenave (Gers) et mort le 18 janvier 2022 à Auch, est un homme politique français.

## Biographie
Jean Laborde naît le 8 mars 1922 à Bouzon-Gellenave dans une famille d'agriculteurs. Durant la guerre, il s'engage dans la Résistance, dans le bataillon de l’Armagnac. Il est grièvement blessé dans les combats d’Aire-sur-l’Adour à l’été 1944.
Après la guerre, il devient médecin. Il milite au parti socialiste. En 1973 il remporte le siège de député du Gers contre Jean Dours. Il est élu président de l'assemblée départementale du Gers en 1976. En 1977, il devient maire d'Auch.
Il quitte ses fonctions départementales en 1982, la députation en 1993 et la mairie en 1995.

## Détail des fonctions et des mandats
Mandats parlementaires
- 11 mars 1973 - 2 avril 1978 : Député de la 1re circonscription du Gers
- 19 mars 1978 - 22 mai 1981 : Député de la 1re circonscription du Gers
- 14 juin 1981 - 1er avril 1986 : Député de la 1re circonscription du Gers
- 16 mars 1986 - 14 mai 1988 : Député du Gers
- 5 juin 1988 - 1er avril 1993 : Député de la 1re circonscription du Gers